# Palio

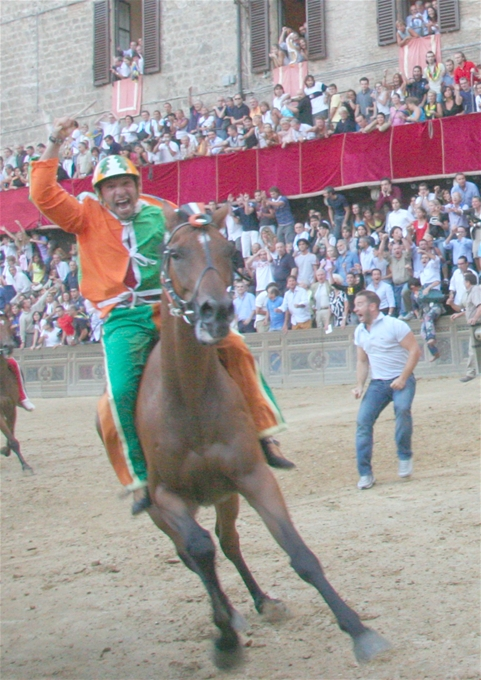
Imatge del Palio de Siena

Palio és el nom donat a Itàlia a una competició atlètica anual, molt sovint de caràcter històric, entre els barris d'una ciutat o els llocs d'un comune, l'un contra l'altre. La cursa pren el nom del seu premi, il Palio (originàriament, mantell), que és una gran bandera pintada en secret abans de la cursa que es col·loca al damunt d'un pal i que de manera col·loquial se l'anomena il cencio (el drap).
Normalment, les competicions es fan amb disfresses commemorant algun esdeveniment o tradició que té els seus orígens en els segles XII i XIII durant l'Edat Mitjana i, en les quals es porten a terme a través de curses de cavalls, tir amb arc, justes, tir amb ballesta i esports medievals similars. Abans era purament una qüestió de rivalitats locals, ara molts s'han convertit en esdeveniments que s'organitzen de cara als visitants i turistes estrangers. Segons algunes fonts va ser la fi de la batalla de Montaperti entre les repúbliques de Florència i Siena la que va promoure la celebració del Palio en aquesta darrera ciutat.
Les carreres de Palio eren comunes a les ciutats estat italianes com Verona, Pàdua, Ferrara o Bolonya, i sovint estaven associades amb grans festivals de l'Església catòlica i acompanyades de brutalitat i vessaments de sang. El més famós és indubtablement el Palio de Siena.

## Etimologia

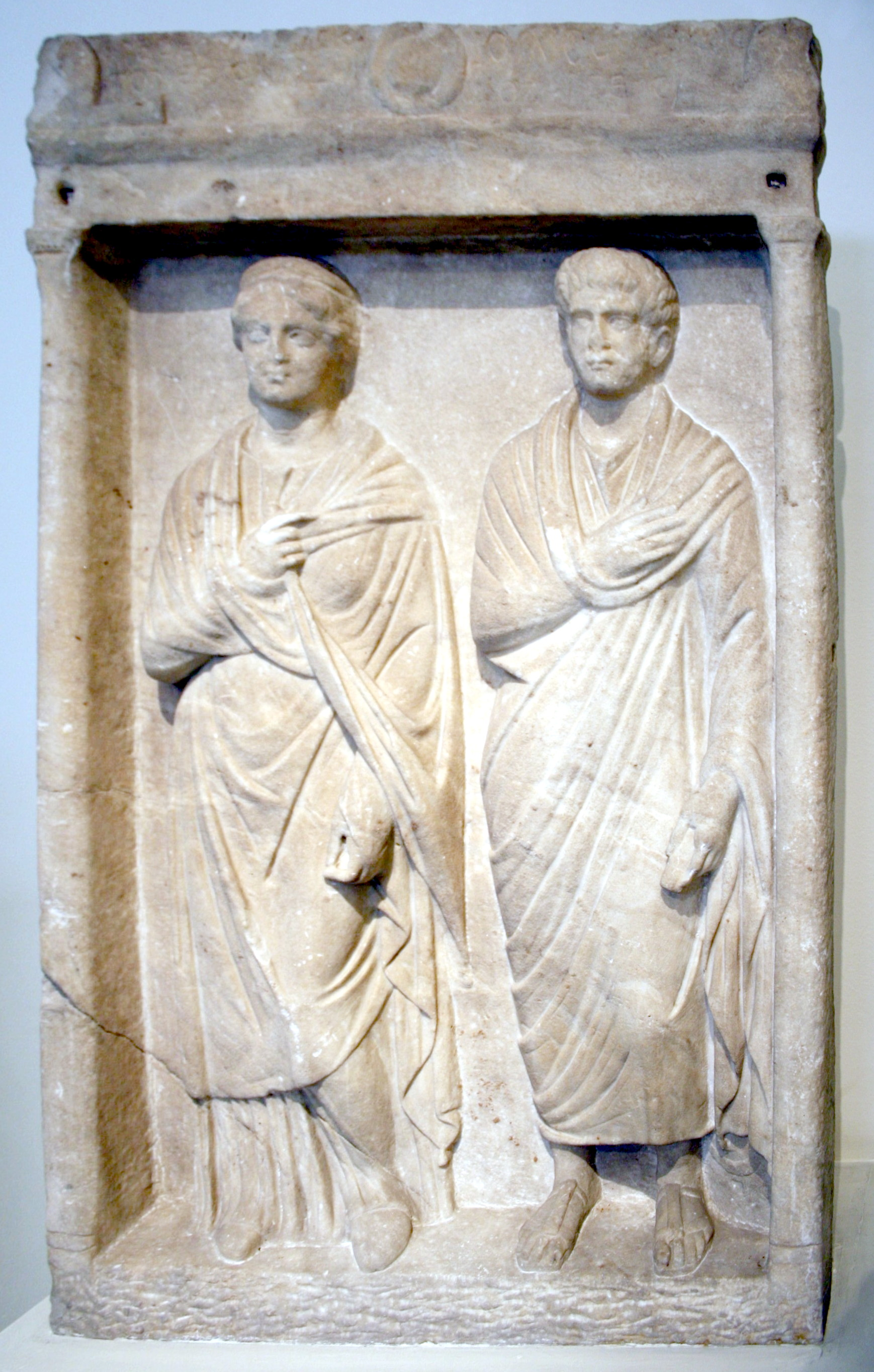
Estela fúnebre d'una parella que porta el pallium, Museu Arqueològic Nacional d'Atenes, 265 aC. ca.

El terme Palio deriva del llatí pallium (pal·li) que es defineix com a vel, mantell o capa gran. Així mateix, pallium deriva de l'arrel pa que vol dir ampli, extens. Els romans van anomenar així la roba ampla usada comunament pels grecs, formada per un ample mantell de llana de forma quadrangular, embolicat al voltant del cos i fixat a l'esquena amb una sivella. Per extensió, el terme ha passat a indicar el premi d'una cursa, sobretot eqüestre, que es dona al vencedor en forma de cortina o làbarum. De nou específicament ha passat a indicar la pròpia carrera. A Siena també és anomenat drappellone.

## Història

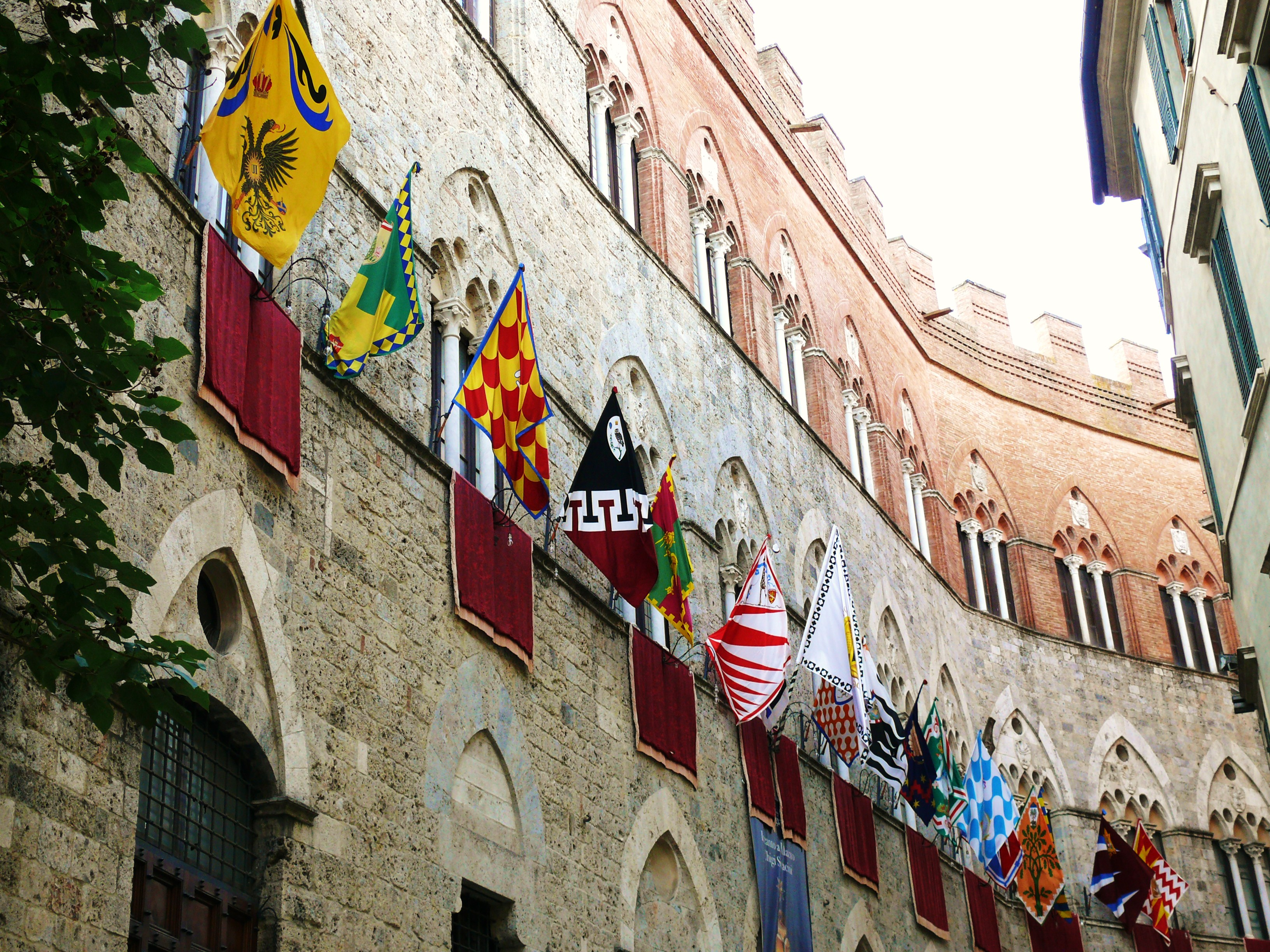
Banderes de les contrade al Palio de Siena

El pal·li més cèlebre és el Palio de Siena, tradicional esdeveniment que es realitza dues vegades a l'any (el 2 de juliol en honor a la Madonna di Provenzano, i el 16 d'agost en honor de l'Assumpció.Ocasionalment es pot convocar un tercer pal·li extraordinari per festejar un esdeveniment particular, com per exemple el pal·li extraordinari del 1969, disputat per celebrar l'arribada de l'home a la Lluna). El Palio de Siena consisteix en una carrera de cavalls cavalcats a pèl. Encara abans del clàssic pal·li disputat «a la rodona» alla tonda (nascut al segle XVII) sobre la pista de la Piazza del Campo, era costum córrer al segle xiii el palio alla lunga: una carrera en línia recta, d'on prové la denominació alla lunga, «al llarg» sobre un recorregut que anava des de fora de les muralles de la ciutat fins a la Catedral. Hi ha documents que testifiquen la disputa de palii alla lunga abans del segle XII.
Altres manifestacions similars que es corren amb cavalls són el Palio d'Asti, el Palio de Legnano, el Palio de Fucecchio i el Palio de Fermo. Són moltes les ciutats que poden presumir d'orígens antics de les seves carreres al pal·li. Entre aquestes trobem el Palio del drap verd de Verona, que consisteix en una carrera a peu; existeixen documents que ho testifiquen ja el 1208, quan es va disputar per celebrar la victòria d'Ezzelino III dona Romà contra els güelfs de la ciutat veïna de Sant Bonifaci, capitanejats per Azzo VI d'Este.
Per la seva banda, del Palio de Ferrara se'n tenen notícies des del segle xiii. En 1259, per honrar la victòria de les tropes del Papa a les ordres d'Azzo VII sobre el sanguinari Ezzelino III a l'ordre de les tropes imperials, es va disputar un palio per festejar el títol de podestà de Ferrara d'Azzo VII. El 1279 el palio va ser institucionalitzat amb regles i normes. Aquest s'havia de córrer a Fasto Beati Georgi (23 d'abril) i en honor a l'Assumpció. Aquestes regles encara són visibles en una llarga placa de marbre situada al costat de la Catedral de Ferrara. Un altre pal·li documentat des de 1314 és el Pal·li de Parma, ja que sabem que es va celebrar al mateix temps que les festes pel compromís del senyor de la ciutat Giberto Da Correggio amb Engelenda Rossi di San Secondo.